# Elaphoglossum lindigii
Elaphoglossum lindigii är en träjonväxtart som först beskrevs av Karst., och fick sitt nu gällande namn av Moore. Elaphoglossum lindigii ingår i släktet Elaphoglossum och familjen Dryopteridaceae. Inga underarter finns listade.